# Metropolitan House
Metropolitan House - dom w Tebach Zachodnich w Egipcie, wybudowany w 1912 roku na zboczu niewielkiego wzgórza Chocha ograniczającego Assasif od południa. Dom powstał w bardzo krótkim czasie na potrzeby misji Metropolitan Museum of Art z Nowego Jorku. W fundamentach Metropolitan House do dziś można spotkać dekorowane bloki z grobowców lub świątyń. W ciągu ostatnich 40 lat dom częściej nazywany jest beit Bulandi (arab. "dom polski"). Stacjonują w nim polskie misje badawcze pracujące nad rekonstrukcją świątyni Hatszepsut w Deir el-Bahari. 